# Vångagylet (Kyrkhults socken, Blekinge, 625080-142125)
Vångagylet är en sjö i Olofströms kommun i Blekinge och ingår i Skräbeåns huvudavrinningsområde.